# 毒餅事件
毒餅事件（どくもちじけん）とは、1963年12月28日に北海道で、次いで同年12月30日に静岡県で切り餅製品が食品衛生法違反として摘発された事件の通称。
1950年代、新潟県の白玉粉メーカーを中心として仕事の閑散期である12月から翌年1月に正月用の餅を製造し、切り餅として段ボールに入れて、主に北海道への出荷が試みられるようになり、一応の成功をみた。餅を製造するメーカーは増え、出荷先も北海道から東北地方、関東地方、東海地方へと拡大し、さらには近畿地方へと南下していったが、同時に「餅にカビが生える」というクレームも増加していた。
当時、餅の防腐剤については、食品衛生法で許可となっているものはなかった。更には、切り餅の製造は発足してから日も浅く、県からの指導、業者間の相互の研究連絡も行われていなかった。薬品メーカーが「餅につきもののあん（味噌や醤油）には使用が許可されているが」という指示があったことで、デヒドロ酢酸、デヒドロ酢酸ナトリウムを餅のとり粉に混合して、防腐措置とした切り餅を製品化して出荷するにようになった。
そして、上記の通り、1963年12月28日に北海道で、次いで同年12月30日に静岡県で食品衛生法違反として摘発が行われ、餅製造業界は完全に停止した。しかも1000トンの切り餅が廃棄処分となり、新潟県の切り餅業界は大打撃を受けた。
この事件をきっかけに、包装餅が開発されてゆくことになる。